# Allunions-Dirigentenwettbewerb
Der Allunions-Dirigentenwettbewerb (russisch Всесоюзный конкурс дирижёров / Wsessojusny konkurs dirischorow, wiss. Transliteration Vsesojuznyj konkurs dirižërov) war ein sowjetischer Dirigierwettbewerb. Er wurde erstmals 1938 in Moskau abgehalten. Die Jury unter dem Vorsitz von Samuil Samossud bestand aus Nikolai Mjaskowski, Heinrich Neuhaus, Alexander Goldenweiser, Alexander Gauk, Dmitri Kabalewski und anderen prominenten Musikern. Danach wurde der Wettbewerb von 1966 bis 1988 regelmäßig durchgeführt.
Zu den Preisträgern zählten Maxim Schostakowitsch (1966 – der Sohn von Dimitri Schostakowitsch) und Waleri Gergijew (1976).

## Preisträger

### 1938
- Jewgeni Mrawinski (1. Preis)
- Natan Rachlin (2. Preis)
- Alexander Melik-Paschajew (2. Preis)
- Konstantin Iwanow (3. Preis)
- Mark Pawerman (4. Preis)

### 1966
- Juri Temirkanow (1. Preis)
- Alexander Dmitrijew
- Fuat Mansurow
- Juri Simonow
- Daniil Tjulin
- Maxim Schostakowitsch

### 1971
- Alexander Lasarew
- Woldemar Nelsson

### 1976
- Waleri Gergijew

### 1983
- Gintaras Rinkjawitschus

### 1988
- Alexander Poljanitschko (1. Preis)
- Alexander Polischtschuk (3. Preis)
- Raschid Skuratow (3. Preis)